# Barbara Oteng Gyasi
Barbara Oteng Gyasi là một chính trị gia Ghana và là thành viên của Quốc hội của khu vực bầu cử ở thung lũng Prestea Huni-Valley của khu vực phía Tây Ghana. Cô là thành viên của Đảng Yêu nước mới và Thứ trưởng Bộ Tài nguyên và Đất đai ở Ghana.

## Tuổi thơ và giáo dục
Gyasi sinh ngày 5 tháng 10 năm 1964. Cô có bằng luật của Đại học Ghana.

## Sự nghiệp
Cô từng làm trưởng phòng pháp lý tại Vivo Energy Ghana Limited từ năm 2012 đến 2016.

## Cuộc sống cá nhân
Oteng Gyasi là một Kitô hữu.